# 춘천시립교향악단
춘천시립교향악단(春川市立交響樂團, Chuncheon Philharmonic Orchestra)은 대한민국의 관현악단이다. 강원특별자치도 도청 소재지인 춘천시의 춘천문화예술회관이 주공연장이며, 1985년에 창단되었다. 정통 클래식 및 세미클래식, 브런치콘서트, 락콘서트, 뮤지컬콘서트, 탱고 등 여러 장르의 공연을 개최한다. 초대 지휘자는 이한돈, 2대 지휘자는 김윤식, 3대 지휘자 백정현, 4대 지휘자 이종진, 2022년 1월부터 송유진 지휘자가 맡아 이끌고 있다.